# Partido judicial de Almadén
El Partido judicial de Almadén   es uno de los 31 partidos judiciales en los que se divide la comunidad autónoma de Castilla-La Mancha, siendo el partido judicial n.º 10  de la provincia de Ciudad Real.
El ámbito territorial, que viene regulado por el Real Decreto 529/1983, de 9 de marzo, comprende los municipios de:
Agudo, Alamillo, Almadén, Almadenejos, Chillón, Guadalmez, Puebla de Don Rodrigo, Saceruela y Valdemanco del Esteras.